# Selección de baloncesto de Macedonia del Norte
La selección de baloncesto de Macedonia del Norte (en macedonio: Кошаркарска репрезентација на Северна Македонија, romanizado: Košarkarska reprezentacija na Severna Makedonija) es el equipo formado por jugadores de nacionalidad macedonia que representa a la Federación de Baloncesto de Macedonia del Norte en las competiciones internacionales organizadas por la Federación Internacional de Baloncesto (FIBA) o el Comité Olímpico Internacional (COI): los Juegos Olímpicos, la Copa Mundial de Baloncesto y el EuroBasket.
Se unieron a la FIBA en 1993, después de independizarse de Yugoslavia. Ese mismo año la selección nacional disputó su primer partido oficial contra Estonia. Hasta 1993, los jugadores macedonios formaban parte de la selección nacional de Yugoslavia.
Macedonia debutó en su primer torneo internacional en el EuroBasket de 1999. Han aparecido cinco veces en el evento en general, y su mejor actuación se produjo en 2011, terminando en cuarto lugar.

## Historia
La selección de Macedonia del Norte fue fundada en el año 1991, tras su independencia de la República de Yugoslavia. Desde entonces la selección de baloncesto de Yugoslavia y la de Macedonia jugaban por separado. Un año después la selección de Bosnia y Herzegovina se independizó de Yugoslavia y las tres jugaban por separado.

### EuroBasket 2011
A través de la ronda de clasificación, Macedonia se clasificó para el EuroBasket 2011 y estuvo en el Grupo C junto con Bosnia y Herzegovina, Croacia, Grecia, Montenegro y Finlandia en la fase preliminar. La selección nacional perdió su primer partido ante Montenegro 65–70 en tiempo extra, pero ganó los cuatro restantes contra Croacia 78–76, Grecia 72–58, Finlandia 72–70 y Bosnia y Herzegovina 75–63. Macedonia terminó primera del grupo y avanzó a la segunda ronda.
En la segunda ronda, Macedonia estaba en el Grupo F con Rusia, Eslovenia, Grecia, Georgia y Finlandia. Tras vencer a Grecia y Finlandia en la ronda preliminar, Macedonia pasó a la segunda ronda con un récord de 2-0. Después de vencer a Georgia 65–63, Macedonia se clasificó para la ronda eliminatoria. Luego, el equipo venció a Eslovenia 68–59, pero perdió ante Rusia por 2 puntos 63–61 después de que Serguéi Monia hiciera un tiro sonando la chicharra para ganar el último juego de la segunda ronda. Macedonia, por tanto, terminó segunda en el Grupo F.

Por primera vez en la historia de la selección nacional, alcanzó la fase eliminatoria, donde derrotó al país anfitrión Lituania por 67–65 por 2 puntos en los cuartos de final. Macedonia luego perdió ante la eventual campeona España 92–80 en las semifinales. Luego volvieron a perder en el partido por el tercer lugar ante Rusia 68–72 y terminaron en cuarto lugar.
| 18 de septiembre | Macedonia del Norte                                  | 68–72                                 | Rusia                                              | Kaunas                                                   |  |
| 17:30 (UTC+3)    | Parciales: 13-17, 17-19, 20-16, 18-20                | Parciales: 13-17, 17-19, 20-16, 18-20 | Parciales: 13-17, 17-19, 20-16, 18-20              |                                                          |  |
|                  | Estadísticas B. McCalebb 22 P. Antić 5 V. Ilievski 4 | Report Pts Reb Asts                   | Estadísticas 18 A. Kirilenko 8 S. Monia 5 S. Býkov | Pabellón: Žalgiris Arena Asistencia: 11 000 espectadores |  |

## Plantilla
- Lista de jugadores convocados que disputaron el EuroBasket 2011.

| Macedonia del Norte          | Macedonia del Norte | Macedonia del Norte | Macedonia del Norte | Macedonia del Norte | Macedonia del Norte  |
| Num                          | Jugador             | Pos                 | Altura              | Edad                | Equipo               |
| ---------------------------- | ------------------- | ------------------- | ------------------- | ------------------- | -------------------- |
| 4                            | Aleksandar Kostoski | B                   | 1, 88 m             | 30                  | BCM U Pitești        |
| 5                            | Vlado Ilievski      | B                   | 1, 90 m             | 31                  | KK Rabotnički        |
| 6                            | Darko Sokolov       | E                   | 1, 90 m             | 25                  | KK Karpoš Sokoli     |
| 7                            | Bo McCalebb         | B                   | 1, 83 m             | 26                  | CB Gran Canaria      |
| 8                            | Vojdan Stojanovski  | E                   | 1, 97 m             | 23                  | Bàsquet Club Andorra |
| 9                            | Damjan Stojanovski  | A                   | 1, 97 m             | 23                  | Agente libre         |
| 10                           | Marko Simonovski    | B                   | 1, 95 m             | 22                  | KK MZT Skopje        |
| 11                           | Stojan Gjuroski     | A                   | 2, 03 m             | 34                  | KK MZT Skopje        |
| 12                           | Pero Antić          | AP                  | 2, 10 m             | 29                  | Fenerbahçe           |
| 13                           | Kiril Nikolovski    | AP                  | 2, 10 m             | 22                  | KK Feni Industries   |
| 14                           | Gjorgji Čekovski    | A                   | 2, 02 m             | 31                  | KK Rabotnički        |
| 15                           | Predrag Samardžiski | AP                  | 2, 15 m             | 25                  | KK Mega Bemax        |
| Entrenador: Marin Dokuzovski |                     |                     |                     |                     |                      |

## Jugadores destacados
- Vrbica Stefanov
- Petar Naumoski
- Bo McCalebb
- Pero Antić

## Historial

### Copa Mundial
Resultado General: No ocupa puesto
| Copa Mundial de Baloncesto |
| --- |
| - 1950: No calificó - 1954: No calificó - 1959: No calificó - 1963: No calificó - 1967: No calificó - 1970: No calificó - 1974: No calificó - 1978: No calificó - 1982: No calificó - 1986: No calificó - 1990: No calificó - 1994: No calificó - 1998: No calificó - 2002: No calificó - 2006: No calificó - 2010: No calificó - 2014: No calificó - 2019: No calificó - 2023: No calificó - 2027: TBD |

### Juegos Olímpicos
| Baloncesto en los Juegos Olímpicos |
| --- |
| - Berlín 1936: No calificó - Londres 1948: No calificó - Helsinki 1952: No calificó - Melbourne 1956: No calificó - Roma 1960: No calificó - Tokio 1964: No calificó - México 1968: No calificó - Múnich 1972: No calificó - Montreal 1976: No calificó - Moscú 1980: No calificó - Los Ángeles 1984: No calificó - Seúl 1988: No calificó - Barcelona 1992: No calificó - Atlanta 1996: No calificó - Sídney 2000: No calificó - Atenas 2004: No calificó - Pekín 2008: No calificó - Londres 2012: No calificó - Río 2016: No calificó - Tokio 2020: No calificó - París 2024: No calificó |

### EuroBasket
| EuroBasket |
| --- |
| - 1935: No participó - 1937: No participó - 1939: No participó - 1946: No participó - 1947: No participó - 1949: No participó - 1951: No participó - 1953: No participó - 1955: No participó - 1957: No participó - 1959: No participó - 1961: No participó - 1963: No participó - 1965: No participó - 1967: No participó - 1969: No participó - 1971: No participó - 1973: No participó - 1975: No participó - 1977: No participó - 1979: No participó - 1981: No participó - 1983: No participó - 1985: No participó - 1987: No participó - 1989: No participó - 1991: No participó - 1993: No participó - 1995: No participó - 1997: No participó - 1999: 13° Lugar - 2001: No participó - 2003: No participó - 2005: No participó - 2007: No participó - 2009: 9° Lugar - 2011: 4° Lugar - 2013: 21° Lugar - 2015: 19° Lugar - 2017: No participó - 2022: No participó - 2025: TBD |